# Beniamino Gigli
Beniamino Gigli   (Recanati, 20 de març de 1890 - Roma, 30 de novembre de 1957) va ser un tenor italià, considerat com el successor d'Enrico Caruso.

## Biografia
Els inicis
Últim de sis fills de Domenico, sabater i campaner de la catedral, i d'Ester Magnaterra, va mostrar grans aptituds per al cant des de ben petit, sent acollit a l'edat de set anys al Cor Pueri Cantores de la catedral de Recanati. La pobresa de la família l'obligà a fer sacrificis durs, però, entre una ocupació i una altra, aconseguí prendre classes de cant del mestre Quirino Lazzarini, organista i director del cor de la Santa Casa di Loreto.
Als quinze anys, mostrant veu de contralt, va ser escollit a Macerata com a protagonista, amb indumentària femenina, de l'opereta La fuga di Angelica d'Alessandro Billi, a la qual van seguir altres bones interpretacions del gènere, que van convèncer la família per afavorir el seu trasllat. a Roma la tardor de 1907.
Després d'un breu interludi d'uns mesos de servei militar durant la guerra de Líbia de 1912, va guanyar una beca i finalment es va poder matricular al Conservatori de Santa Cecilia, on va estudiar a Roma amb els mestres Agnese Bonucci, Antonio Cotogni i Enrico Rosati.
Tot i que els alumnes tenien prohibit actuar oficialment, va aparèixer sota el pseudònim de Mino Rosa en nombrosos salons romans, aconseguint guanyar la respectable suma de tres-centes lires. El 24 d'abril de 1914 va cantar amb el seu propi nom a la sala de l'"Accademia di Santa Cecilia" al conte musical La princesa de cabells d'or d'Alessandro Bustini i el 10 de juny següent va ser admès al recital final del conservatori. El debut teatral, després de guanyar un altre concurs de cant a Parma, va tenir lloc al Teatro Sociale de Rovigo la tarda del 14 d'octubre del mateix any que Enzo amb La Gioconda d'Amilcare Ponchielli..

## La carrera
Les aparicions van seguir en alguns dels principals teatres italians (Palerm, Nàpols, Gènova, Catània, Costanzi a Roma), en òperes com Manon, Tosca, Mefistofele, La favorita.
El 1917 va començar els seus compromisos a l'estranger (Madrid, Barcelona, Montecarlo, Rio, Buenos Aires) i, després d'haver debutat a Milà al Teatre Lirico la primavera de 1918 amb Lodoletta de Pietro Mascagni, el 19 de novembre del mateix any va debutar a La Scala de Mefistofele, sota la direcció d'Arturo Toscanini. L'any 1919, per primera vegada, va visitar Amèrica del Sud.
El 26 de novembre de 1920 va entrar al Metropolitan de Nova York, de nou amb Mefistofele; va ser un èxit i el director del teatre li va allargar el guió, primer dos mesos més i després quatre anys. L'èxit es va veure afavorit tant per la important apreciació de la comunitat italiana com per la declaració peremptòria d'Enrico Caruso, que va veure en ell el seu successor. El 2 d'agost de 1921 va morir Caruso i la temporada metropolitana, que va inaugurar durant divuit anys, va ser inaugurada aquell any per Gigli amb La traviata. Va ser habitual del "Met" durant més d'una dècada on cantà diverses òperes amb la soprano espanyola Ángeles Ottein, i l'èxit es va estendre a moltes altres ciutats (San Francisco, Filadèlfia, Chicago). En el mateix període va fer una gira per Europa (incloent l'important debut el 27 de maig de 1930 al Covent Garden de Londres a Andrea Chenier) i Amèrica del Sud. Durant els anys 1920 i 1930, Gigli no va tenir rival entre els tenors italians. La seua carrera es va iniciar amb el seu triomf en un concurs internacional realitzat a Parma l'any 1914.

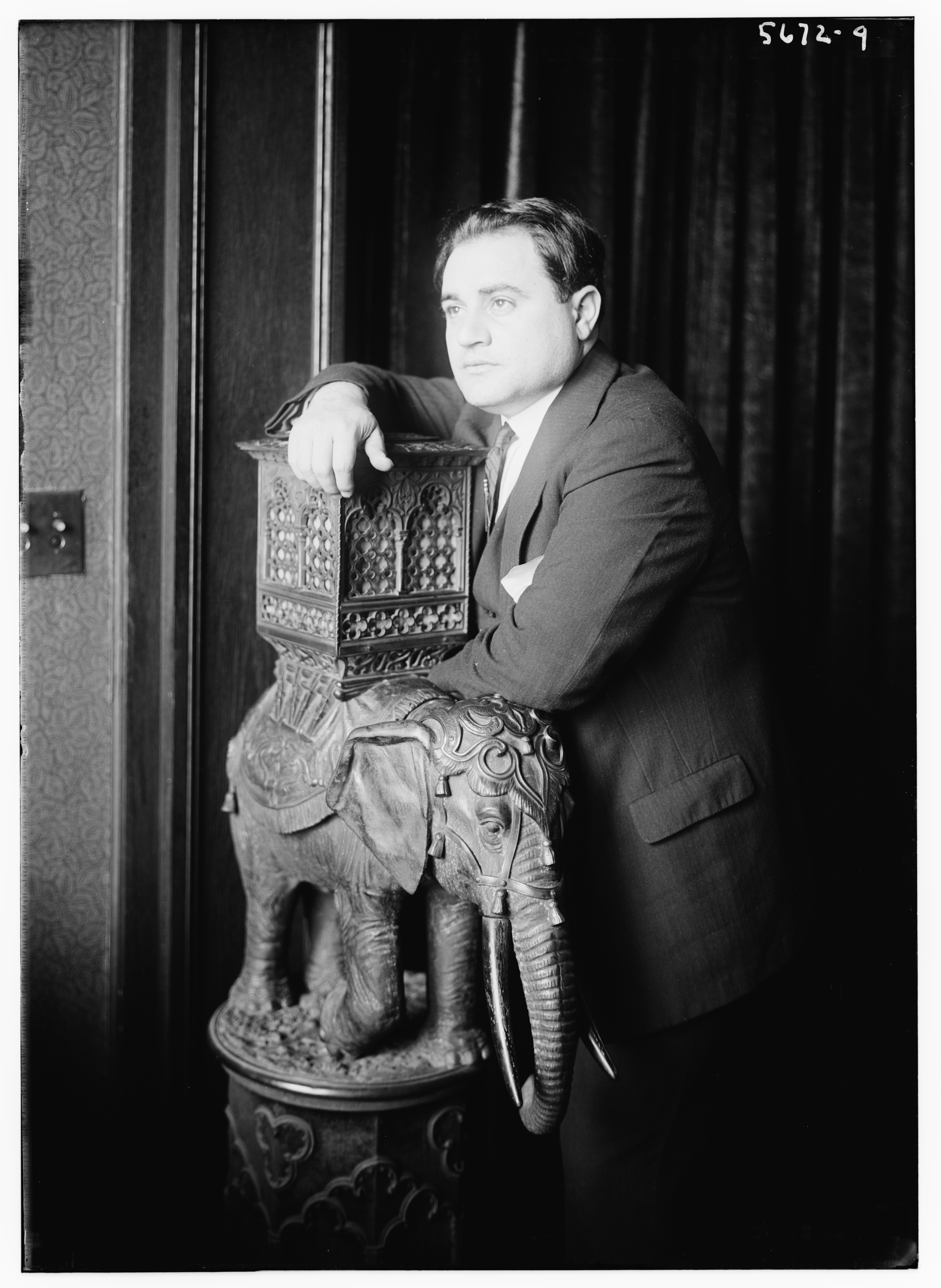
Beniamino Gigli

El seu registre de tenor agut de timbre agradable li donava especial qualitat sonora en les parts líriques i de tenor spinto, també a causa de la suavitat, a la potència i a la fluïdesa de les seues interpretacions.
L'any 1932, després de dotze anys consecutius i unes cinc-centes representacions, la col·laboració amb el Metropolitan es va interrompre arran de la reducció de les quotes per la gran crisi econòmica americana i Gigli va tornar a Itàlia, fent del "Teatro dell'Opera de Roma" la seu principal de les seves activitats (retornarà al "Met" només l'any 1939 amb cinc actuacions, entre les quals Aïda). També va ser present, fins a l'esclat de la guerra, a les altres principals ciutats europees (d'especial rellevància el seu debut amb Aida a Viena amb la direcció de Victor de Sabata el 1936) i de nou a Sud-amèrica.
Més tard, amb l'arribada del so, també va aterrar al cinema, fent una sèrie continuada de setze pel·lícules des del 1935 fins a principis dels anys cinquanta, malgrat les òbvies limitacions d'una interpretació fotogènica i més aviat convencional.
Va interpretar una gran quantitat de papers protagonistes, entre els quals cal destacar el de Nemorino en L'elisir d'amore de Donizetti, el del Duc de Màntua en Rigoletto de Verdi, el del cavaller des Grieux en Manon Lescaut de Puccini, i el de Mario Cavaradossi en Tosca, també de Giacomo Puccini.
Després de l'alliberament es va retirar temporalment de l'escena, tornant el 1946, encara capaç d'emocionar el públic malgrat la seva edat ja no verda. Aleshores es va veure obligat per motius de salut (patia de diabetis) a interrompre primer les produccions teatrals i després els concerts, l'últim dels quals, a nivell oficial, va ser al Carnegie Hall de Nova York el 20 d'abril de 1955 i un altre al Constitution Hall de Washington.. va actuar de vegades. amb la seva filla Rina, soprano. Se'l comparava sovint amb Enrico Caruso, i a la definició que de vegades se li donava de "Caruso Secondo" solia respondre que preferia la de "Gigli Primo".
Va estar acompanyat en la seva carrera, des del primer moment, pel seu agent i secretari personal Amedeo Grossi, que amb la seva dona Barbara Gazzera Berardengo també va editar un arxiu monumental, avui guardat al Museu Gigli de Recanati.

## Vida privada i mort
El 4 d'octubre de 1915 es va casar amb Costanza Cerroni a l'església romana de la Madonna dei Monti. Del matrimoni van néixer els dos fills Rina el 1916, futura soprano de valor, i Enzo el 1919.
El 1932 va conèixer a Lucia Vigarani, amb qui va mantenir una relació secreta de la qual van néixer tres fills: Giovanni el 1940, Gloria el 1942 i Maria Pia el 1944.
Encoratjat pel seu amic Adriano Belli, en els primers mesos de la postguerra Gigli va acudir al Pare Pio de Pietrelcina per demanar consell moral. El frare li va encarregar inicialment que tallés dràsticament qualsevol relació extramatrimonial, després va recomanar que la caritat s'exercés també amb els fills naturals, que de fet tenien la seva part de l'herència.
Va morir als seixanta-set anys a casa seva de via Serchio a Roma, assolit per una aturada cardíaca arran d'una pneumònia. El funeral va tenir lloc a l'església de Santa Maria Addolorata de la plaça Buenos Aires (coneguda com a Piazza Quadrata); està enterrat a la tomba familiar de Recanati.
Des de 1993, la Societat finlandesa Beniamino Gigli atorga el Premi Beniamino Gigli a artistes que realitzen investigacions i estudis musicals sobre aquest gran artista.

## Notes vocals i artístiques

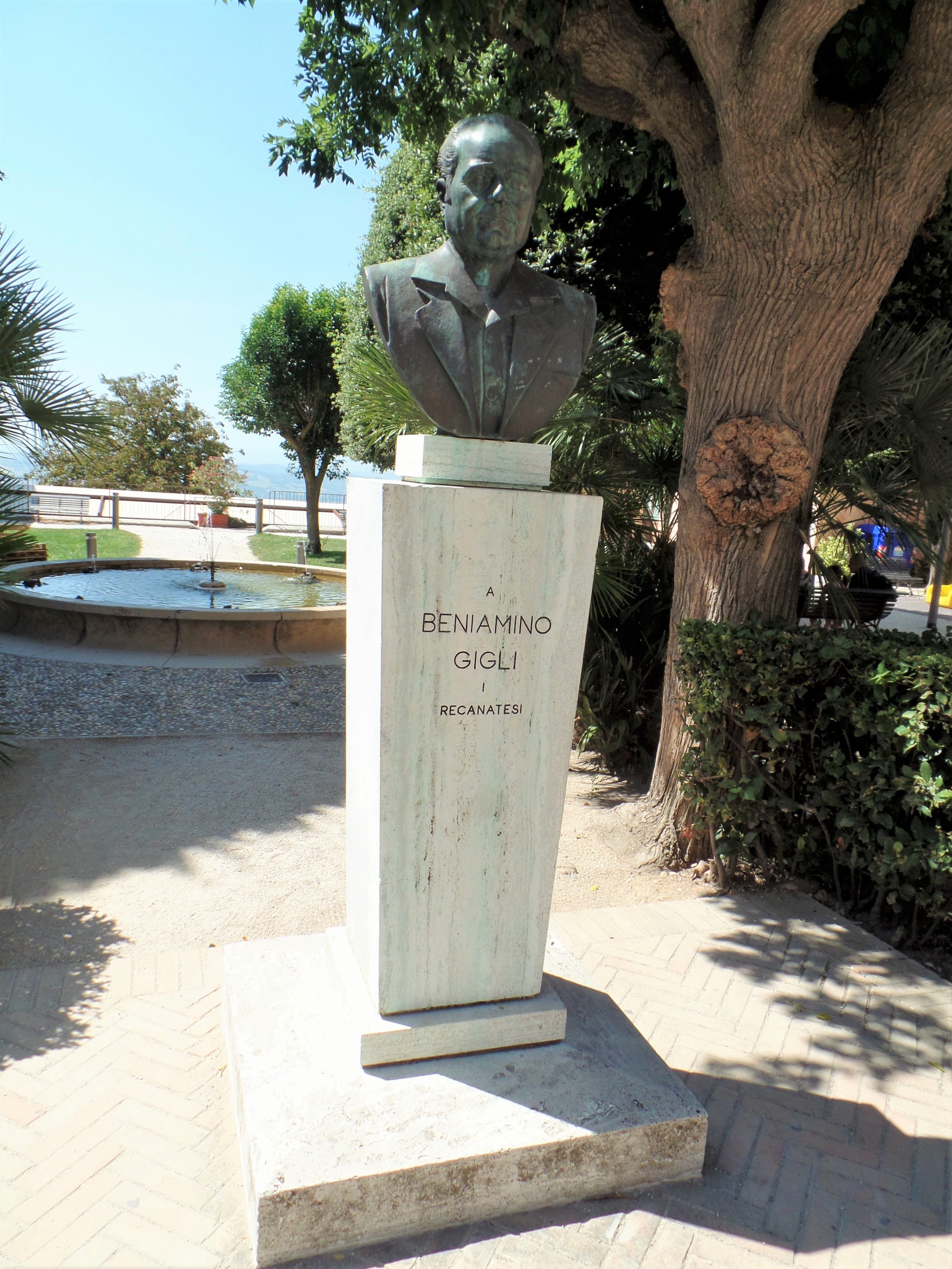
Busto di Beniamino Gigli a Recanati